# Neuenreuth (Gattendorf)
Neuenreuth ist ein Gemeindeteil der Gemeinde Gattendorf im Landkreis Hof (Oberfranken, Bayern). Neuenreuth liegt in der Gemarkung Haidt.

## Geografie
Westlich des Weilers grenzt das Langenbachholz an. Die Staatsstraße 2452 führt nach Neugattendorf (1,1 km südöstlich) bzw. nach Gumpertsreuth (1,4 km nordwestlich). Ein Anliegerweg führt nach Waldfrieden (0,7 km südwestlich).

## Geschichte
Neuenreuth wurde in der zweiten Hälfte des 19. Jahrhunderts auf dem Gemeindegebiet von Haidt gegründet. Im Zuge der Gebietsreform in Bayern wurde Neuenreuth am 1. Mai 1978 nach Gattendorf eingemeindet.

### Einwohnerentwicklung
| Jahr      | 1871  | 1885  | 1900  | 1925   | 1950   | 1961   | 1970   | 1987   | 2015  |
| Einwohner | 11    | 12    | 10    | 6      | 27     | 19     | 3      | 20     | 8     |
| Häuser    |       | 3     | 2     | 2      | 3      | 3      |        | 5      |       |
| Quelle    | [ 7 ] | [ 8 ] | [ 9 ] | [ 10 ] | [ 11 ] | [ 12 ] | [ 13 ] | [ 14 ] | [ 1 ] |

## Religion
Neuenreuth ist evangelisch-lutherisch geprägt und bis heute nach Gattendorf gepfarrt.